# Hosszú hüvelykujjhajlító izom

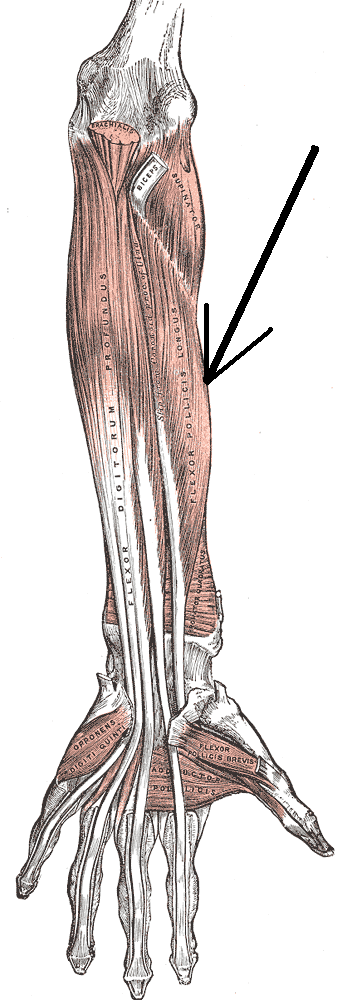
Az alkar izmai (a nyíl mutatja a hosszú hüvelykujjhajlító izmot

A hosszú hüvelykujjhajlító izom (latinul musculus flexor pollicis longus) egy izom az ember alkarján.

## Eredés, tapadás, elhelyezkedés
Az orsócsont (radius) elülső felszínéről és a csontok közti összekötő lemezről (membrana interossea) ered. Végig futva az alkaron a hajlítóizmokat leszorító szalag (retinaculum flexorum) alatt a canalis carpin keresztül a távolabbi ujjperccsonton (phalanx distalis) tapad.

## Funkció
A hüvelykujj első percét hajlítja.

## Beidegzés, vérellátás
A nervus medianus (C8, T1) nervus interosseus antebrachii anterior része idegzi be és a arteria interossea volaris látja el vérrel.